# Henrik Vissing Schytte
Henrik Vissing Schytte, född 4 maj 1827 i Århus, död 22 februari 1903 i Köpenhamn, var en dansk musikkritiker. Han var bror till Ludvig Schytte.
Efter att ha blivit student kom Schytte till Köpenhamn och blev mer och mer engagerad i musiklivet där. Som duktig cellist blev han en eftersökt kammarmusiker. Han var anställd i krigsministeriet 1855–1868, varefter han köpte Plenges musikhandel, vilken han innehade 1870–1883. Han var även verksam som musikkritiker, först i Dagens Nyheder, senare i Dagbladet och slutligen i Berlingske Tidende. Han redigerade Musikbladet (1884–1893) samt Nordisk Musikleksikon (två band, 1888–1892 med supplement), det första verket på danska av denna art.